# 2e division marocaine
Ne pas confondre cette division dissoute en 1919 avec la 2e division d'infanterie marocaine de la 2e Guerre mondiale.
Pour les articles homonymes, voir 2e division.
La 2e division marocaine était une division d'infanterie de l'armée d'Afrique qui participa à la Première Guerre mondiale.

## Création et différentes dénominations
- 4 août 1918 : création de la 2e division marocaine à l'issue de la dissolution de la 65e division d'infanterie
- 25 mars 1919 : la division est dissoute

## Les chefs de2edivisionmarocaine
- Général Modelon, août 1918

## Composition

### Infanterie
- Régiment d'Infanterie Coloniale du Maroc (RICM)
- 4e régiment de marche de tirailleurs (4e RMT) (venant de la Division marocaine)
- 2e régiment de marche de tirailleurs marocains (2e RMTM)

### Autres unités
- 255e RAC (artillerie organique de l'ex 65e DI)
- 4e escadron du 24e régiment de dragons
- 6e escadron du 5e régiment Spahis
- Compagnies organiques du génie de l'ex 65e DI
- Services de santé et d'intendance de l'ex 65e DI

## Parcours

### 1918
- 4 août : Constitution de la 2e D.M. (par transformation de la 65e D.I.) et occupation d’un secteur vers Limey et le bois le Prêtre jusqu’au 8 août 1918
- 20 au 24 août : Engagement vers la ferme Quennevières et Puisaleine dans la deuxième bataille de Noyon
- 26 août : occupation d’un secteur vers Crécy-au-Mont, franchissement de l’Ailette et poussée vers la position Hindenburg jusqu’au 5 septembre.